# 斯法克特里亚之战
斯法克特里亚之战（英語：Battle of Sphacteria）为伯罗奔尼撒战争中发生在前425年的一场战斗，是派娄斯之战的延续，交战双方为雅典联军与伯罗奔尼撒联军。

## 背景
派娄斯之战后，斯巴达人与雅典人的谈判破裂，战斗只能继续下去。
雅典舰队继续封锁斯法吉亚岛，但是遭遇了不小的困难：派娄斯因为缺少可供船只停泊的海岸，雅典的水手以舰船为单位轮番登岸吃饭休息，其余舰船的水手和士兵只能留在甲板上；派娄斯本地的粮食稀缺，只有一处水源；被围困在斯法吉亚岛上的斯巴达重装步兵也并没有像他们期望的那样短短几天就因为缺水缺粮而投降，事实上斯巴达人召集了志愿者为他们偷运粮食上岛（主要是希洛人——斯巴达以及周边的奴隶阶层——趁着黑夜绕过雅典人巡逻的船只从岛屿西侧登岛，而斯巴达人则许诺他们以自由），令雅典的舰队防不胜防，封锁工作也似乎会无限期地持续下去。
雅典城得知前线严峻的形势，除了担忧冬日的迫近和派娄斯的恶劣环境能否使前线的军队达成任务，更为斯巴达人的强硬态度所震动。民众们开始后悔当初拒绝了斯巴达代表议和的提议，开始迁怒于当时从中作梗的克里昂。克里昂首先质疑从前线归来的传令官带来消息的准确性，于是被雅典人推选为调查员去前线视察；他内心清楚传令官所说的很有可能是实情，因此又发言说派遣调查员确认消息的准确性是浪费时间，应当直接派遣一支远征军前去支援前线。他继而指责和他有过节的、时任雅典十将军之一的尼西阿斯的不作为，并表示说如果是他自己指挥军队的话，他一定能将岛上的斯巴达人全部俘虏回雅典。尼西阿斯则顺水推舟地表示，他作为雅典的将军，并不介意给克里昂一支军队，由他指挥前往派娄斯前线。克里昂原先只是想在口头上羞辱尼西阿斯，不曾料到尼西阿斯居然真的举荐他去前线作战，于是拼命推脱。雅典的民众并不买账，克里昂越是推脱，他们越是起哄支持尼西阿斯把指挥权交给克里昂。克里昂别无他法，只能接受这一职务，并发言说他只需带少量军队，一定在二十天内将多数岛上的斯巴达人生擒回雅典。不少民众对他的讲话报以嘲笑，而其中较为老谋深算者并无不满：因为他们可以借此机会除掉克里昂；亦或是克里昂兑现了自己的诺言，结束在派娄斯已经一拖再拖的战事。克里昂随后向雅典当局推荐在前线的德摩斯梯尼和他共同担任指挥，因为他得到消息说德摩斯梯尼早就开始筹划登岛了。

## 准备阶段
德摩斯梯尼原本对登岛较为审慎，因为敌在暗我在明。斯法吉亚岛上都是密林，藏匿其中的斯巴达人数量不明。雅典联军虽然人数众多，但是不熟悉地形，一旦遭到敌军伏击，狭小的视野容易导致大部队各单位互相照应不暇——这些是他从之前挨托利亚的惨败中得到的教训。但是某日岛上斯巴达人的炊火引发了森林大火，德摩斯梯尼以此推断出了敌军的数量，因此也渐渐有了把握，开始部署登岛的事宜。
克里昂到达前线后，两人派了传令官到伯罗奔尼撒联军在大陆上的驻军下最后通牒，对方拒绝投降。岛上的斯巴达人由南至北布置了三道防线：第一个据点在岛南端，由三十名重装步兵防守；第二个据点在岛屿中部有水源的平坦地带，由司令官厄匹塔达斯(Epitadas)以及他率领的主力部队防守；第三个据点在面向派娄斯的北端，地形陡峭，易守难攻，且有一个古时的堡垒，适合最后退守，由一小部分士兵驻守。

## 战斗过程
第二天黎明前，雅典的运输船趁着黑夜将八百名左右的重装步兵送上斯法吉亚岛。斯巴达人的第一道防线的防御者还在睡梦中，很快就被突破了。拂晓时，其余的雅典联军部队也悉数上岸，包括七十条战船上所有全副武装的水手、八百名弓箭手、八百名轻盾步兵以及派娄斯的多数驻军。德摩斯梯尼亲自指挥的部队以轻步兵为主，二百人为一队，居高临下四面包围了第二道防线的斯巴达步兵。斯巴达人无论选择进攻哪一支雅典的分队，后方和两翼都会暴露在敌方投射部队的攻击中；即使是被他们追赶的雅典分队也能以较高的机动力与前来追击的斯巴达重装步兵保持安全的距离。之前雅典士兵还忌惮于斯巴达人在派娄斯之战中与雅典舰队争夺战船时表现出的顽强，此刻当他们看到对方消极的状态，立即士气高涨，投射频率也加快了。先前被斯巴达人的炊火烧毁的树灰也飞扬起来，形同云雾，使斯巴达人完全无法看清敌人的箭矢和标枪飞来的方向。完全陷入了被动的斯巴达人迫于形势，只能以密集队形向最后一道防线退却，坚守那座废弃已久的堡垒。堡垒周围是悬崖峭壁，雅典人无法像之前那样完全包围住斯巴达人的守军，战斗陷入了僵局。
雅典联军中一位美塞尼亚指挥官找到德摩斯梯尼，自告奋勇地表示愿意率领一些弓箭手和轻步兵，在悬崖间找一条通路到达斯巴达人防线的后方袭击他们，以此打破僵局。德摩斯梯尼准许后，如同这位指挥官所允诺的，他们在斯巴达人没有察觉到的情况下到达了堡垒的后方，猝然袭击了敌人，斯巴达人阵脚大乱，四面楚歌，再也支持不住，堡垒的全部入口都已陷入敌手。这时克里昂和德摩斯梯尼号令士兵停止进攻，毕竟此战的目的在于活捉而非全歼敌军。斯巴达人也接受了雅典传令官的劝降，放下了武器。

## 后果
战事结束后，斯巴达军队的第三指挥官斯梯芬接任为司令官与克里昂、德摩斯梯尼商讨投降的事宜（第一指挥官厄匹塔达斯阵亡，第二指挥官希巴格里塔虽然生还，当时他却和死尸躺在一起，斯巴达人以为他也阵亡了）。斯梯芬接到驻扎在大陆上的伯罗奔尼撒联军的指令，让他们自己做决定，但不得损害斯巴达人的名誉，于是他们全员缴械投降，被雅典海军运送回雅典，囚禁了起来，作为以后雅典人日后应对伯罗奔尼撒同盟入侵的筹码。
根据修昔底德的统计，这场战斗（包括之前封锁的阶段）一共持续了七十二天；原本渡海登岛的斯巴达步兵有四百四十名，最终被俘送往雅典的有二百九十二名，其余的全部战死。克里昂虽然出发前的发言无疑是信口开河，但是他却还是兑现了他的诺言，在二十天内结束了战事并将斯巴达人俘虏回了雅典。战后双方都将主要的部队撤离了派娄斯，留守在诺帕克都的美塞尼亚人则将他们的精锐部队派往派娄斯驻守，因为那里是他们的故国，而在日后对伯罗奔尼撒半岛西部伯罗奔尼撒同盟的城邦形成了长期的威胁。
这场战斗对雅典人造成了很大的震撼，因为在他们的固有印象中，斯巴达人是一个宁死不屈的族群，这场战斗中居然有这么大数量的斯巴达人缴械投降了。一个雅典人在战后审讯斯巴达战俘时带着嘲笑的口气询问，是否只有战死沙场的斯巴达人才是真的勇者，而活下来的尽为懦夫时，那个斯巴达人如是回答：
箭头如果能够辨别勇敢的人和胆怯的人的话，那么，箭头的价值就大了。
在斯巴达那一方面，这是他们第一次被这种他们所不熟悉的轻步兵游击战术击败，希洛人开始频频叛乱以及逃亡，斯巴达的奴隶制行将崩溃。不安于国内革命活动的蔓延，斯巴达人也频繁地遣使往雅典要求归还战俘，但几乎每次请求都无功而返。胜利的天平慢慢开始往提洛同盟倾斜。